# Leucauge pulcherrima
Leucauge pulcherrima là một loài nhện trong họ Tetragnathidae.
Loài này thuộc chi Leucauge. Leucauge pulcherrima được Eugen von Keyserling miêu tả năm 1865.